# In Finland
In Finland ist ein Jazzalbum von Joe McPhee, Matthew Shipp und Dominic Duval. Die am 24. Juli 2004 entstandenen Aufnahmen erschienen 2005 auf Cadence Jazz Records.

## Hintergrund
Joe McPhee (der hier Sopransaxophon und Taschentrompete spielte) und Dominic Duval (Bass) hatten schon zuvor zusammen gearbeitet, aber abgesehen von seinem Gastauftritt im David S. Ware Quartet hatten beide noch nicht mit dem Pianisten Matthew Shipp gespielt.

## Titelliste
- Joe McPhee, Matthew Shipp, Dominic Duval: In Finland ([2])

1. Never Before 32:43
2. Never Again 25:29
3. In Finland 14:45

Die Kompositionen stammen von Joe McPhee, Matthew Shipp, Dominic Duval.

## Rezeption
Steve Loewy verlieh dem Album in Allmusic vier Sterne und schrieb, auf diesem besonderen Album würden die drei Musiker hartnäckig als Einheit auftreten und einen scheinbar endlosen Fluss von Ideen sprudeln lassen, gleich einem unaufhaltsamen Vulkanausbruch. Nicht, dass dies Musik der Ekstase sei, im Gegenteil, sie sei sehr nuanciert, wobei insbesondere Joe McPhee eine sentimentale und sensible Seite offenbare, die die Länge der Tracks ausnutze. McPhee könne sich in einer Live-Umgebung entfalten und zeige eine atemberaubende Vielfalt auf „Never Before“ (das sich am Ende zu „My Funny Valentine“ verwandle), während Matthew Shipp, seiner Form treu, einige seiner besten Werke auf Disc enthülle. Dessen Spiel habe eine Frische, eine Sparsamkeit und eine Konzentration, die zusammenfließen, da Shipp eindeutig von seinen Kollegen inspiriert sei. Dominic Duvals Bassspiel sei wunderschön aufgenommen; er zeige sich sowohl als Solist als auch als Anker charakteristisch atemberaubend, seine flinken Finger springen mit ungebremster Geschwindigkeit und Präzision.
Nach Ansicht von Lex Butters, der das Album in All About Jazz rezensierte, fange mit seinem schönen Sound In Finland drei Meister-Improvisatoren live ein. Diese drei Musiker würden ihre unverwechselbaren Stimmen vermischen, um sich im verwobenen Wunder der improvisierten Performance zu vereinen. Das Album fange eine unwiderstehliche Dynamik und einen einmaligen musikalischen Moment ein.
Mike Shanley schrieb in JazzTimes, man nehme drei Musiker an der Spitze der freien Improvisationsmusik, zwei, die ausgiebig zusammen gespielt haben und einen, der neu in der Gruppe ist, und ihre Erkundungen führten schließlich zu „My Funny Valentine“, „Blue Monk“ und „Summertime“. Dies mag seltsam klingen, so der Autor, aber diese Standards kämen in jedem der drei langen Tracks dieses Livemitschnitts an die Oberfläche. Bemerkenswert sei jedoch die Reise, die diese drei Musiker zu dieser gemeinsamen Basis unternehmen würden.